# Chirurgia pediatrica
La chirurgia pediatrica è una branca specialistica della medicina che si occupa degli interventi chirurgici in soggetti in età pediatrica (0-16 anni). Si tratta di una specializzazione chirurgica che comprende una serie di competenze chirurgiche generali, applicate però alle problematiche e alle esigenze di soggetti ancora in via di sviluppo che quindi richiedono competenze specifiche diverse rispetto agli stessi interventi applicati a soggetti in età adulta.

## Scuola di specializzazione
La specializzazione in chirurgia pediatrica si consegue dopo la laurea magistrale a ciclo unico in medicina e chirurgia, di durata di sei anni, ed il diploma presso una scuola di specializzazione in chirurgia pediatrica, che dura cinque anni. Secondo quanto previsto dal Decreto Interministeriale n. 68 del 4 febbraio 2015 che ha riordinato le scuole di specializzazione, la specializzazione in oggetto prevede, durante i 5 anni di corso, il raggiungimento di specificati obiettivi formativi: di base, specifici della scuola, ed integrativi, oltre alla realizzazione di determinate attività cliniche fra cui almeno 50 interventi chirurgici di alta complessità, 100 interventi di media complessità e almeno 250 interventi di piccola complessità.